# Бельгийская социалистическая партия
Бельгийская социалистическая партия (нидерл. Belgische Socialistische Partij — BSP, фр. Parti Socialiste belge — PSB) — политическая партия в Бельгии, существовавшая с 1945 года по 1978 год.

## История
Партия была образована после окончания Второй мировой войны из созданной Ахиллом ван Аккером подпольной социалистической организации, которая, в свою очередь, была создана на основе созданной в 1885 году Бельгийской рабочей партии. Партия стояла на социал-демократических позициях и поддерживала процесс европейской интеграции.
Партия находилась у власти несколько раз: в 1945-49 в составе нескольких коалиций было сформировано семь правительств под руководством трёх политиков БСП — Поля-Анри Спаака, Камиля Гюисманса и Ахилла ван Аккера. В 1954-58 ван Аккер вновь возглавлял правительство (в коалиции с Либеральной партией). В 1961-66 и 1968-73 БСП была младшим партнёром в коалиции с христианскими демократами, а в 1973-74 член БСП Эдмон Лебюртон дважды формировал коалиционное правительство. В последний раз партия участвовала в работе коалиционного правительства после 1977 года. Вскоре, однако, партия прекратила своё существование.
В 1971 году углубление противоречий между фламандцами и валлонами привело к ликвидации поста руководителя (с 1959 года им был Лео Коллар, а до него, с 1945 года, — Макс Бузе) и переходу руководства к двум сопредседателям — валлону и фламандцу. За время существования партии ими становились Йос ван Эйнде, Вилли Клаас и Карел ван Мирт от фламандцев, Эдмон Лебюртон и Андре Колс — от валлонов. В 1978 году партия окончательно раскололась на две самостоятельных организации — Социалистическую партию Валлонии и Социалистическую партию Фландрии.

## Результаты на выборах вПалату представителей
- 1946 год — 69 мест[1]
- 1949 год — 66 мест
- 1950 год — 77 мест
- 1954 год — 86 мест
- 1958 год — 84 места
- 1961 год — 84 места
- 1965 год — 64 мест
- 1968 год — 59 мест
- 1971 год — 61 место
- 1974 год — 59 мест
- 1977 год — 62 места